# Тимчук Михайло Петрович
Тимчук Михайло Петрович (16 квітня 1981, с. Майдан, Івано-Франківська область — 26 грудня 2021) — український художник.

## Життєпис
Народився 16 квітня 1981 року в селі Майдан, на Івано-Франківщині. Закінчив Інститут мистецтв ПНУ ім. Василя Стефаника. Від 2007 року проводить персональні виставки як в Івано-Франківську, так і в столичних галереях. Активно бере участь у всеукраїнських та міжнародних мистецьких виставках, симпозіумі, 2012 року став фіналістом конкурсу молодих художників «Новий український пейзаж».

## Творчість
Свої праці художник виконує на папері чи полотні лаками, які насичують кольори, створюють відчуття руху фарби в просторі. Михайло Тимчук найчастіше зображує краєвиди, хоча в його доробку є також ікони. Лики ікон художник залишає класичними, а тіло декорує в етнічному стилі.

## Творчість та виставки
- Івано-франківський обласний художній музей (2008, 2009, 2010, 2011).[3]
- Банкнотно-монетний двір Національного банку України, Київ (2009 р.).
- АРТ галерея «Калита» Київ (2009 р.).
- Участь в міжнародній художній виставці Львівський Осінній салон, Львів (2007, 2008, 2010).
- Участь у щорічній виставці «Ангели в колегіаті» Івано-Франківськ (2007, 2009, 2010, 2011).
- Художній симпозіум «Спокуси» в Яремче (2010 р.), АРТ галерея «Примус» Львів (2010 р.).
- Марійській дружини у Львові (2011 р.).
- Арт-галерея-Майстер Клас, Київ (2011 р.).
- Галерея «АРТ-МИХ» Київ (2011 р.).
- Музей мистецтв Прикарпаття (2012, 2013)[4]
- Фортечна галерея Бастіон (2013, 2014 2017). АРТ-простір «SKLO» Київ (2016).[5][6][7][8].